# Barka (Oman)
Barka (arab. بركاء) – miasto w północnym Omanie, nad Zatoką Omańską, położone w muhafazie Dżanub al-Batina. Według spisu ludności w 2020 roku liczyło 36,4 tys. mieszkańców. Jest siedzibą administracyjną wilajetu Barka, który w 2020 roku liczył 181,6 tys. mieszkańców.